# أندرو سميث (فنان)
أندرو سميث (بالإنجليزية: Andrew Lawrenceson Smith)‏ (و. 1620 – 1692 م) هو فنان، ورسام، ونحات بريطاني، توفي عن عمر يناهز 72 عاماً.